# Диас, Хунот
Джуно Диас, иногда — Хунот Диас (исп. Junot Díaz, 31 декабря 1968, Санто-Доминго) — американский писатель доминиканского происхождения, пишет на английском языке.

## Биография
С 6 лет живёт с США. Окончил Ратгерский университет, получил степень бакалавра (1992), затем получил степень магистра изящных искусств в Корнеллском университете (1995). Работал в издательстве Ратгерского университета. Публиковал новеллистику в крупных журналах (The Paris Review, The New Yorker, который включил его в список двадцати лучших писателей XXI века), в представительных антологиях.  Преподаёт литературное мастерство в Массачусетском технологическом институте, редактор литературного отдела в журнале Boston Review.

## Книги
- Утопленник/ Drown, новеллы (1996, Пушкартовская премия)
- Короткая и удивительная жизнь Оскара Уао/ The Brief Wondrous Life of Oscar Wao, роман (2007, Пулитцеровская премия, Премия Национального круга книжных критиков,   вошёл в шорт-лист Дублинской премии)
- This is How You Lose Her, новеллы (2012, финалист Национальной книжной премии)

## Публикации на русском языке
- В журнале Иностранная литература
- В сетевом журнале TextOnly
- В сети "Короткая чудесная жизнь Oскара Bао" http://www.proza.ru/2014/07/19/1295

## Признание
Удостоен ряда престижных премий, его проза переведена на ряд языков, включая китайский и японский. На Международной книжной ярмарке в Боготе (2007) был включён в список 39 наиболее перспективных латиноамериканских писателей в возрасте до 39 лет (). Стипендия Мак-Артура (2012).